# Slammiversary VIII
Slammiversary VIII (ou Slammiversary 2010) était un pay-per-view de catch organisé par la fédération Total Nonstop Action Wrestling. Il s'est déroulé le 13 juin 2010 dans l'Impact! Zone, à Orlando (c'était la première fois que Slammiversary s'y déroulait depuis la seconde édition).
C'était la première édition de Slammiversary à ne pas comporter de King of the Mountain match.

## Contexte
Les spectacles de la Total Nonstop Action Wrestling en paiement à la séance sont constitués de matchs aux résultats prédéterminés par les scénaristes de la TNA, justifiés par des rivalités ou des qualifications survenues dans l'émission TNA Impact!.
Les scénarios présentés ici sont la version des faits telle qu'elle est présentée lors des émissions télévisées. Elle respectent donc le Kayfabe de la TNA.

## Matchs
| #                                                                                           | Matchs                                                                         | Stipulation                                                    | Temps |
| ------------------------------------------------------------------------------------------- | ------------------------------------------------------------------------------ | -------------------------------------------------------------- | ----- |
| 1                                                                                           | Kurt Angle def. Kazarian                                                       | Match simple                                                   | 14:15 |
| 2                                                                                           | Douglas Williams (c) def. Brian Kendrick                                       | Match simple pour le Championnat X Division                    | 9:33  |
| 3                                                                                           | Madison Rayne (c) def. Roxxi                                                   | Title vs Career match pour le Championnat féminin des Knockout | 4:42  |
| 4                                                                                           | Jesse Neal def. Brother Ray                                                    | Match simple                                                   | 5:51  |
| 5                                                                                           | Matt Morgan def. Hernandez par disqualification                                | Match simple                                                   | 5:18  |
| 6                                                                                           | Abyss (avec Chelsea) def. Desmond Wolfe                                        | Monster's Ball match                                           | 11:45 |
| 7                                                                                           | Jay Lethal def. AJ Styles                                                      | Match simple                                                   | 16:45 |
| 8                                                                                           | Jeff Hardy et Mr. Anderson def. Beer Money, Inc. (James Storm et Robert Roode) | Tag team match                                                 | 13:55 |
| 9                                                                                           | Rob Van Dam (c) def. Sting                                                     | Match simple pour le Championnat du Monde poids-lourds         | 10:58 |
| (c) désigne, en cas de match de championnat, le champion défendant son titre dans le match. |                                                                                |                                                                |       |

## Résultats en détail
1) Kurt Angle bat Kazarian. Après le match Angle dit "un de moins, plus que 9 à passer."
2) TNA X Division Championship : Douglas Williams (c) bat Brian Kendrick
En coulisses, Christy Hemme demande l'opinion d'Eric Bischoff à propos de Sting. Il affirme que Sting à l'air de ne pas s'intéresser à la TNA et à ses fans, alors que Rob Van Dam est le champion parfait que toutes les compagnies aimeraient avoir.
3) TNA Women's Knockout Championship match : Madison Rayne (c) bat Roxxi. La carrière de celle-ci à la TNA est terminée, tout comme celle de Tara quelques semaines auparavant.
4) Jesse Neal bat Brother Ray. Pendant le match, Tommy Dreamer est apparu en train de faire une promo, ce qui a troublé Ray, permettant à Neal de placer un spear pour la victoire. Après le match Brother Ray n'en reviens toujours pas alors qu'on voit Dreamer s'en aller.
Christy interview Hernandez qui annonce qu'il va se venger de Matt Morgan pour ce qu'il lui a fait et le mettre hors jeu pour plusieurs mois.
Matt Morgan arrive avec une minerve en disant qu'il est navré d'annoncer qu'il ne peut pas combattre à cause d'Hernandez. Il montre un mot du médecin à l'arbitre prouvant qu'il ne peut pas combattre, il s'excuse auprès des spectateurs qui sont venus en masse au PPV juste pour le voir. Morgan s'en va par la rampe mais son adversaire arrive en courant, l'attaque, enlève la minerve et le met sur le ring
5) Hernandez vs Matt Morgan finit en no contest. Le match aura en fait été un gros brawl, qui se conclut par Hernandez brutalisant l'arbitre qui fait sonner la fin du match. Les deux hommes continuent à s'affronter hors du ring jusqu'à ce qu'Hernandez frappe de nouveau Brian Hebner, alors que Morgan fuit le mexicain.
Christy est avec Hulk Hogan, il dit que Sting a franchi la ligne depuis qu'il est arrivé à la TNA, y compris en attaquant Jeff Jarrett, mais si quelqu'un peut se défendre face à Sting c'est bien le champion de la TNA, Rob Van Dam.
6) Monster's Ball match : Abyss bat Desomond Wolfe après que Chelsea ait donné un coup de poing américain à Abyss alors que Wolfe le lui réclamait.
Rob Van Dam dit à Christy que ce serait un jour noir si Sting venait à le battre ce soir.
7) Jay Lethal bat AJ Styles (w/ Ric Flair). Après le match Ric Flair s'énerve auprès d'AJ et s'en va avec Kazarian.
De retour avec Christy, elle est avec Mr Anderson et Jeff Hardy. Ce dernier dit que Beer Money, Inc. ne sont que des beaux parleurs. Anderson dit qu'ils ont un plus gros problème : ils n'ont pas de nom. Ils en arrivent à the Enigmatic Assholes.
8) Mr Anderson et Jeff Hardy battent Beer Money, Inc.. Après le match Anderson annonce Jeff Hardy comme un des vainqueurs et vice versa.
9) TNA World Heavyweight Championship : Rob Van Dam (c) bat Sting